# Cuisine de cour tibétaine
La cuisine de cour tibétaine (chinois : 西藏宫廷菜 ; pinyin : xīzàng gōngtíng cài) est la cuisine qui était autrefois habituellement réservée à l'aristocratie et aux dignitaires de haut rang. Elle comportait plus de 200 plats préparés avec raffinement à partir d'ingrédients de choix.

## Originalité
C'est une des quatre principales cuisines tibétaines. Les trois autres sont régionales : la cuisine rong (荣菜, róng cài), représentant la ville-préfecture de Nyingchi et son Xian de Mêdog, la cuisine qiang (羌菜, qiāng cài), représentant le Ngari et Nagqu, la cuisine de l'Ü-Tsang (卫藏菜 / 衛藏菜, wèizàng cài) (en référence à l'Ü-Tsang), ou cuisine de Lhassa, représentant les villes-préfectures de Lhassa et Shigatsé, ainsi que la préfecture de Shannan (Lhoka) ,,.
Cette cuisine est aujourd'hui renouvelée à Lhassa en y apportant des éléments de la cuisine moderne. Elle est également préparée à Jiuzhaigou.

## Plats
Freddie Spencer Chapman a consigné dans les années 1930, lors de son expédition à Lhassa, les plats suivants de la cuisine de cour, dans son ouvrage, Lhasa: The Holy City, publié en 1938 :
- ailerons de requin et viande de mouton arrosée de jus (浇汁鱼翅和羊肉末),
- viande hachée mêlée à du vermicelle, céleri et chou chinois arrosé de jus (肉末拌粉丝，浇汁芹菜和白菜),
- boules de farce 肉馅丸子,
- darne corticale dure (probablement de thon), avec des oignons, carottes et viande cuite au sel (皮质坚硬的鱼片（可能是金枪鱼）配以洋葱、胡萝卜、和熟咸肉),
- bouillon de concombre de mer et viande de porc (海参猪肉汤,
- ravioli circulaire à la viande (圆形肉饺),
- haricot mungo (soja vert) et viande hachée arrosée de jus (浇汁绿豌豆及肉末),
- œuf cuit (coupé en quatre et velouté de viande hachée également en quatre parts (煮老了的鸡蛋（切成四块）和酱汁肉末（也分成四份）),
- raviolis bouillis (水饺),
- bouillon à la viande de porc et pousse de bambou (猪肉笋丝汤),
- viande de porc arrosé au jus, anguille à l'oignon (浇汁猪肉，洋葱鳗鱼),
- huit trésors de riz gluant, aux raisin sec et cerise et jus de fruit (葡萄干樱桃八宝饭及其他果汁),
- biscotte sucrée trempée dans un jus (蘸汁的小块甜面包干),
- gâteau et roulé à la configure (果酱包和蛋糕),
- (1) abdomen de requin, (2) viande mûre et carotte, (3) langue de yak, (4) tranches de viande de mouton, (5) riz cuit à la vapeur en forme de fleur, forme de pêche, pâtisserie en forme de sabot de cheval et potage (（1）鲨鱼肚（2）熟肉和胡萝卜、（3）牦牛口条块（4）羊肉片（5）蒸米饭及花形、桃形及马蹄形的黏乎乎的点心，还有汤。).

### notes et références
1. ↑  Yuan, Kunga et Li 2015, p. 44.
2. ↑  (en) « 旅行美食|因为信仰去了西藏，却因美食留在了西藏 »,‎ 14 juillet 2017
3. ↑  (en) « Chinese Minority Food », sur Travel China Guide
4. ↑  (zh) « 西藏餐饮文化在变化中传承：从宫廷藏餐到现代藏餐 », sur 山东新东方烹饪学院/Shandong New East Cuisine College,‎ 21 mai 2011
5. ↑  (zh) « 九寨沟叹宫廷藏餐(图) », sur 163.com,‎ 30 avril 2011
6. ↑  (zh) « 布达拉宫-西藏宫廷菜 », sur 57tibet.com,‎ 26 février 2013 « 这里就是庄园的私家菜，英国人斯潘塞·查普曼在《圣城拉萨》中多处记载了20世纪30年代拉萨贵族的家宴菜谱。 »